# Buick Encore
La Buick Encore è un'autovettura di tipo crossover prodotta dalla casa automobilistica statunitense Buick dal 2012.
È il primo SUV di piccole dimensioni prodotto dalla casa americana Buick. Il nome "Encore" era stato precedentemente utilizzato dalla AMC/Renault su una berlina prodotto tra il 1984-86.

## Prima generazione (2012-2019)

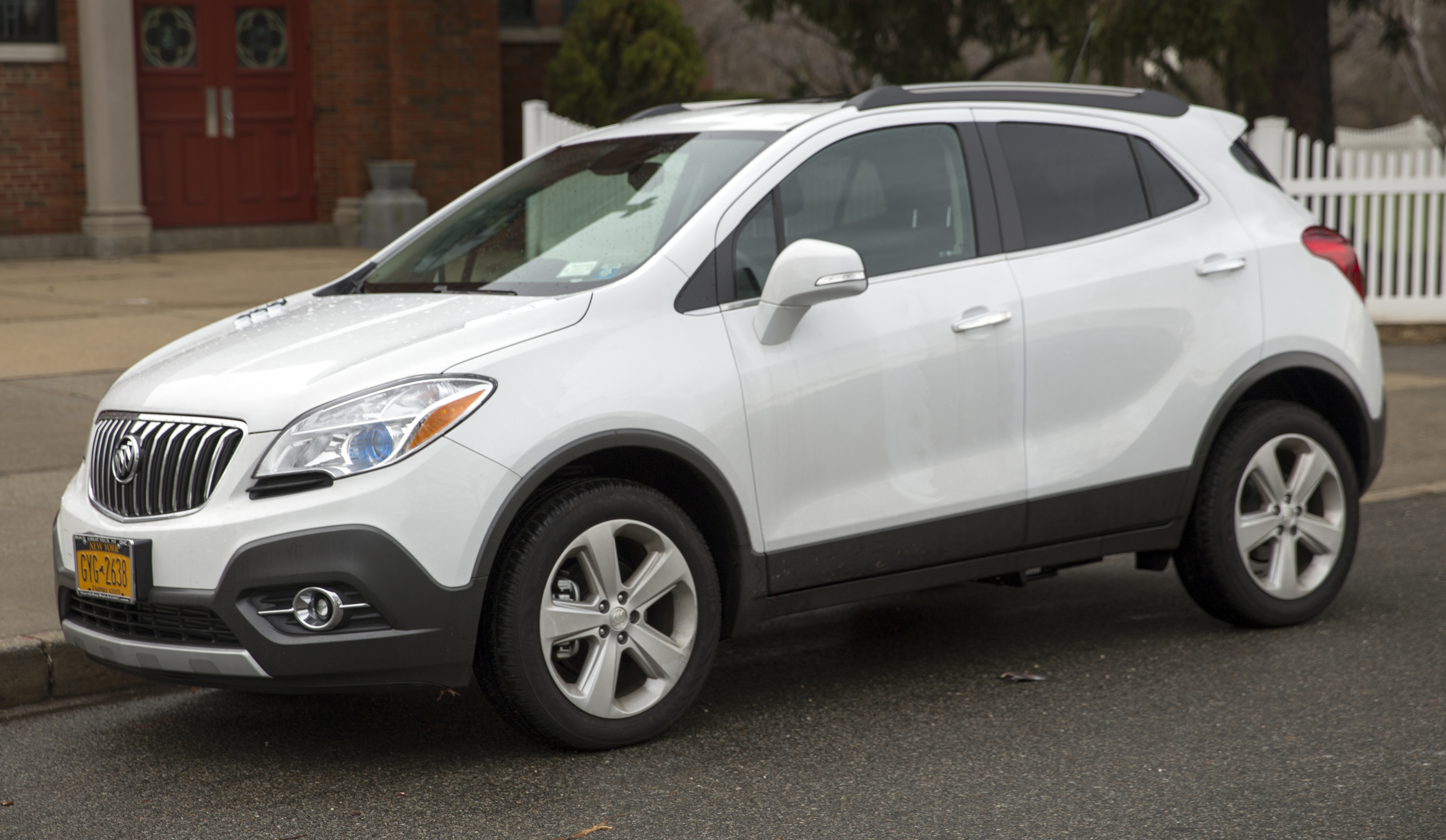
Encore prima serie

La prima generazione della Encore deriva dalla coeva europea Opel Mokka A di prima generazione; da essa differisce per la mascherina frontale e altri dettagli.

## Seconda generazione (2020-)
La seconda generazione della Encore è stata presentata insieme alla Buick Encore GX durante il salone di Shanghai del 2019. Le motorizzazioni disponibili sono due, entrambe a benzine e turbocompresse: si tratta di un 3 cilindri da 1,0 litri che produce 92 kW (123 CV) di potenza e un 1,3 litri che produce 121 kW (162 CV).
L'Encore di seconda generazione non viene esportata in Nord America come invece accadeva con la precedente serie, perché la vettura utilizza la nuova piattaforma GEM destinata ai soli mercati emergenti, mentre la più grande Buick Encore GX è venduta sia nel mercato cinese, che il quello messicano e nordamericano.